# Graham N. Fitch

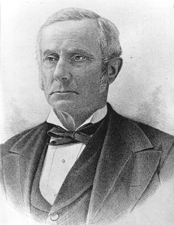
Graham N. Fitch

Graham Newell Fitch (* 5. Dezember 1809 in Le Roy, Genesee County, New York; † 29. November 1892 in Logansport, Indiana) war ein US-amerikanischer Politiker, der den Bundesstaat Indiana in beiden Kammern des Kongresses vertrat.

## Leben
Nach dem Besuch der Middlebury Academy und des Geneva College studierte Fitch Medizin und komplettierte seine Ausbildung am College of Physicians and Surgeons an der Columbia University. 1834 fand Fitch Anstellung als Arzt in Logansport (Indiana). 1836 und erneut durch Wiederwahl im Jahr 1839 zog Fitch ins Repräsentantenhaus von Indiana ein; bis 1844 sammelte er so erste politische Erfahrungen.
Fitch wählte den Beruf des Lehrenden und hielt von 1844 bis 1848 Vorlesungen über Anatomie am Rush Medical College in Chicago (Illinois) sowie ein Jahr, bis 1849, am Indianapolis Medical College in Indianas Hauptstadt Indianapolis.
1848 kandidierte Fitch als Demokrat erfolgreich für einen Sitz im Repräsentantenhaus der Vereinigten Staaten. Er wurde 1850 durch Wiederwahl in seinem Amt bestätigt und amtierte vom 4. März 1849 bis zum 3. März 1853 als Kongressabgeordneter. Eine erneute Nominierung durch seine Partei im Jahr 1852 war nicht von Erfolg gekrönt. Vier Jahre später, 1857, wurde Fitch in den Senat der Vereinigten Staaten gewählt, dem er in der Folge vom 4. Februar 1857 bis zum 3. März 1861 angehörte.
Während des Sezessionskrieges stellte Finch das 46. Freiwilligen-Regiment von Indiana auf, das er im Rang eines Colonel befehligte. Er kämpfte in der Battle of Island Number Ten bei Madrid (Missouri) und diente auf Kriegsschauplätzen in Tennessee. Das Kriegsende erlebte er in Saint Charles (Arkansas). 1862 wurde er leicht verwundet und trat aus der Armee aus.
Fitch zog sich nach Logansport zurück, wo er weiterhin als Arzt praktizierte. Er starb wenige Tage vor seinem 83. Geburtstag. Sein Enkelsohn Edwin Denby (1870–1929) folgte seinem Großvater in die Politik und saß von 1905 bis 1911 für Michigan im Repräsentantenhaus. Auch war Denby von 1921 bis 1924 US-Marineminister.